# South ParQ Vaccination Special
«South ParQ Vaccination Special» es el segundo episodio de la vigesimocuarta temporada de la serie de televisión animada estadounidense South Park. El episodio 309 en general de la serie, se estrenó en Comedy Central en los Estados Unidos el 10 de marzo de 2021.
El episodio se centra en los esfuerzos de los ciudadanos de South Park para recibir la vacuna contra el COVID-19. Esto es de particular interés para Stan Marsh, Kyle Broflovski y Eric Cartman, quienes se encuentran revaluando su tensa amistad y el consiguiente costo que tiene para su amigo Kenny McCormick. Mientras tanto, el ex presidente Garrison regresa a South Park, pero la población lo recibe con hostilidad; su único apoyo proviene de seguidores de QAnon que se oponen a los esfuerzos de vacunación de la gente.
La recepción de la crítica al episodio fue en general positiva, con elogios por su historia, humor y comentarios sociales, aunque unas pocas críticas lo señalaron como sin gracia y como un fracaso en el intento de satirizar. Fue uno de los episodios de South Park con mejor audiencia en varios años, estrenándose ante 1,74 millones de espectadores y alcanzando un total de 3,47 millones de espectadores al final de la noche. Fue el programa más visto de la noche y, en marzo de 2021, estaba en la transmisión televisiva número uno de cable entre la audiencia de adultos jóvenes del año.

## Argumento
Desesperados por la vacuna COVID-19, el Sr. Mackey y Thomas Adler visitan un Walgreens y encuentran una larga fila afuera. A ellos y a todos los demás en la fila se les niega la entrada, ya que solo se admiten personas mayores. En la escuela, Eric Cartman y Kenny McCormick le gastan una broma a su maestra, Margaret Nelson, en la que ella se sienta sobre un paquete de ketchup para que parezca que está menstruando. Nelson, humillada, renuncia cuando se lleva a cabo la broma y revela que no ha sido vacunada.
El Sr. Garrison, habiendo terminado su mandato como presidente, regresa a South Park con su asistente, el Sr. Service, para retomar su profesión de maestro, siendo contratado en lugar de Nelson. Muchos de los habitantes del pueblo se oponen al regreso de Garrison; la familia White se encuentra entre los pocos partidarios de Garrison y le piden que evite las vacunas. Bob White interpreta un comentario desdeñoso de Garrison como una instrucción codificada para difundir las teorías de conspiración de QAnon entre los niños y lavarles el cerebro. Bob forma una empresa privada, Tutornon, para adoctrinar a los niños, cuyos indignados padres los contratan después de retirar a sus hijos de la clase de Garrison, aparentemente sin tener ninguna sospecha de las intenciones del grupo.
Enfrentados a una reacción violenta por su broma, Cartman, Kenny, Stan Marsh y Kyle Broflovski deciden hacer las paces obteniendo vacunas para sus maestros, con el pretexto de formar Kommunity Kidz. Los niños logran ingresar a Walgreens sobornando a una anciana ya vacunada; al ser descubiertos, escapan con una bandeja de vacunas, con varios habitantes persiguiéndolos. Cartman quiere vender las vacunas en línea, Stan quiere que los niños se vacunen ellos mismos y Kyle es presionado por sus padres, Gerald y Sheila, para entregarles algunas dosis. Los chicos dejan a un lado sus diferencias para llevar las vacunas a la escuela, pero los Lil' Qties, un grupo de niños adoctrinados y reprogramados por sus tutores, se lo impiden. Se produce una pelea entre los dos grupos, a la que se unen miembros de QAnon y otros habitantes del pueblo que quieren las vacunas.
Garrison se enfrenta a la familia White, que le cuenta sobre QAnon y sus teorías de conspiración sobre la élite. Bob insta a Garrison y al Sr. Service a unirse a él para oponerse a la élite. Los tres son inexplicablemente transportados a un paisaje polar, donde las élites juegan con Bob. Garrison llama desesperadamente a las élites, rogándoles que devuelvan su vida a la normalidad; le responde la transformación de Mr. Service en el Sr. Sombrero. Mientras tanto, Cartman, Stan y Kyle comienzan a discutir un nuevo plan para ingresar a la escuela, pero se distraen discutiendo planes de horario cada vez más elaborados con Kenny, su amistad rota por la desconfianza mutua. Garrison regresa y, habiéndose asociado con las élites, hace arreglos para que llegue un avión con suficientes vacunas para todos. Cartman, Stan y Kyle finalmente ingresan a la escuela con las vacunas de los maestros. Sin embargo, durante todo ese tiempo, Nelson contrajo COVID-19 y muere a causa de ello. En su funeral, la gente del pueblo celebra haber sido vacunada y la vida en South Park vuelve a la normalidad.

## Lanzamiento
El episodio se transmitió simultáneamente en MTV2 y se lanzó en el sitio web de South Park Studios y en las plataformas digitales y bajo demanda de Comedy Central. Estuvo disponible en HBO Max en los Estados Unidos el 11 de marzo de 2021.

## Recepción
Alec Bojalad de Den of Geek le dio al episodio 4 de 5 estrellas y escribió que «South Park Vaccination Special es muy superior a Pandemic Special y es uno de los mejores episodios de South Park de los últimos años». Bojalad elogió el enfoque del episodio en los niños de la Primaria South Park sobre los padres, aunque sintió que los escritores no estaban seguros de qué hacer con QAnon.
Ben Travers de IndieWire le dio al episodio una calificación de B y cerró su reseña con la pregunta «(Matt) Stone y (Trey) Parker pueden hacer lo que quieran con “South Park”. Tienen el poder. Pero si Estados Unidos elige fingir que todo puede volver a la normalidad, ¿de qué sirve el poder de fingir lo contrario?». Dan Caffrey de The A.V. Club también le dio al episodio una calificación B y declaró en su reseña: «El mundo se siente mucho más extraño que cuando “Trapped in the Closet” se emitió en 2005, y un comandante en jefe más competente y una vacuna no van a transportar mágicamente todo a tiempos mejores desde el principio. Esa triste verdad combina la representación de QAnon en el programa con el tipo de humor resignado que se abrió paso en el programa durante los años de Trump, un reconocimiento de que no se puede exagerar lo que ya se ha exagerado».
Jesse Schedeen de IGN le dio al episodio un 8 sobre 10 y dijo: «La segunda vez demuestra ser la vencida para el nuevo formato especial independiente de South Park. “The Vaccination Special” señala esa línea entre brindarles a los fanáticos un regreso agradable a las temporadas clásicas mientras también explorando la idea de que nunca se puede volver a la normalidad».
No todas las críticas fueron positivas. Mick LaSalle de The San Francisco Chronicle dijo que el episodio es «un revolcón en la ignorancia, con bromas basadas en la falta de conocimiento» y que «no fue divertido» y «no fue informado». Continuó diciendo que «Trey Parker no parece saber lo suficiente como para hacer una broma, o si lo sabe, resistió la tentación de mostrarlo» y afirmó que, aunque la idea de equiparar el acceso a las vacunas con un club nocturno era cómica, no contenía ninguna verdad sobre los centros de vacunación. También fue crítico con la escena de la broma hacia la profesora y con su fallecimiento al final diciendo: «Se supone que eso también es gracioso. No lo es. Es fealdad, ira y cinismo reflexivos, basados en la ignorancia y la estupidez». Agregó que el programa no satirizó a personas desagradables y que lo único real fue el desinterés. Finalizó expresando su desconcierto con las reacciones positivas y dijo: «Ellos pensaron que era divertido. Quizás tú también lo hagas. Espero que no».
Andrew Bloom de Consequence también dio una crítica negativa. Argumentó que la presunción cómica del especial (farmacias y centros de vacunación como clubes exclusivos), aunque una representación digna de risa, «es un chiste demasiado superficial para extenderlo en el transcurso de una hora entera». Sobre el enfoque en QAnon afirmó que «es aún más suave y desdentado» y que «lo mejor que se le ocurre al programa para burlarse de las pobres almas engañadas que creen que esta basura recalentada de 4chan son juegos de palabras tibios [...] y deconstrucciones tensas de insultos en el patio de la escuela basados en caca» y continúa diciendo: «Peor aún, el episodio da a las opiniones de la conspiración una sorprendente cantidad de oxígeno, reuniendo un montaje de las creencias fundamentales del grupo [...] sin el beneficio de un descargo de responsabilidad de “Esto es lo que realmente creen los partidarios de QAnon”» y que parecía que «uno de los creadores del programa llega incluso a tratar de justificar a los militantes insurrectos del grupo» en una elección que calificó de «desconcertante». También señaló que aunque el tema está más allá de la parodia y no es fácil hacer algo gracioso con eso «South Park no tiene casi nada en su arsenal cómico para apuntar a esta evidente y estúpida teoría de la conspiración», y que lo único nuevo e interesante del especial fueron los ataques autorreferenciales contra Parker y Stone. Bloom finalizó indicando que «es una hora de televisión irregular y sin rumbo», que «uno esperaría que profesionales de 24 años estuvieran a la altura, o al menos fueran capaces de idear algo más que este fracaso» y que «si esto es lo mejor que el dúo tiene en sus tanques satíricos después de casi un cuarto de siglo en el aire, [...] quizás haya llegado el momento de que South Park tire la toalla».
Según Newsweek y el New York Post, los verdaderos seguidores de QAnon reaccionaron positivamente al episodio, a pesar de que se supone que fueron ridiculizados por él, creyendo que su representación ayudó a difundir sus creencias y alentó a los espectadores a hacer su propia investigación sobre la teoría de la conspiración. Sobre la reacción positiva de QAnon ante el episodio, Mick LaSalle en su crítica indicó: «...no es que fueran demasiado obtusos para no darse cuenta de la broma. No hubo broma».